# المرونة الثقافية
المرونة الثقافية (بالإنجليزية: Cultural agility)‏ هي مصطلح يستخدم في إدارة المواهب لتصميم كفاءة معقدة تستند إلى المهارات التي تتيح للفرد أو المنظمة أداء ناجحا في المواقف الثقافية المتعددة. تم تصور المرونة الثقافية على أنها قدرة الشخص على العمل براحة وفاعلية في ثقافات مختلفة (مثل البلدان والمنظمات) ومع أشخاص من ثقافات مختلفة وأصول وطنية وأجيال وجنس وما إلى ذلك. الأشخاص ذوو المرونة الثقافية قادرون على "بناء المرونة وكسب الاعتماد والتواصل والتعاون بفعالية عبر الثقافات". يبدو أن المفهوم يتداخل مع مفاهيم أخرى مثل الكفاءة الثقافية والذكاء الثقافي. تم ربط هذا الموضوع بدراسة الدراسة في الخارج واستقطاب المواهب الأجنبية والمهاجرين واللاجئين ونجاح الحياة المهنية وتدريب الرياضات وتطوير القيادة والأعمال العالمية. حاليا يرتبط المصطلح في كثير من الأحيان بالبحوث التي أجرتها بولا كاليجيوري وبعض الآخرين مثل ماريسا كليفلاند وزينب شوقي يونس. من الناحية النفسية يمكن تسهيل إمكانية الوصول إلى مصادر المرونة الثقافية من خلال سمات الشخصية مثل الانفتاح والتواصل الاجتماعي والاستعداد للجديد ولكن أيضا من خلال التعلم المناسب. تم تشير إلى التقييم الذاتي كنهج عملي لتقييم مستوى الكفاءة التي تم بلوغها من قبل المتدربين في المرونة الثقافية.

## التاريخ
بصرف النظر عن استخدامه العامي تم اقتراح مصطلح "المرونة" كمفهوم ذا صلة بصناعة وإدارة الأعمال في التسعينيات من قبل ستيفن جولدمان الذي نشر مجلدا عن هذا الموضوع. يتم العثور على استخدامٍ مبكر للمصطلح الكامل (المرونة الثقافية) في سلسلة من المؤتمرات التي نظمها تيري لي تحت عنوان "القيادة في الألفية الجديدة" في عام 1999.
في الوقت الحاضر تم تطوير المفهوم بشكل وافر من قبل بولا كاليجيوري من جامعة نورث إيسترن ومؤلفين آخرين من خلال العديد من المقالات الأكاديمية والكتب ويتم استخدامه الآن على نطاق واسع في الأدب الأكاديمي. من بين الكتاب الذين نشروا كتبا حول المرونة كموضوع رئيسي يشمل بيتر جيليس من مدرسة تياس للأعمال والمجتمع (تيلبورخ، هولندا) وجاي مورو من جامعة ملبورن في أستراليا.
بخلاف الأوساط الأكاديمية اكتسب المصطلح شعبية في وسائل الإعلام الجماهيرية عند التعليق عن الحاجة إلى اكتساب مهارات بين الثقافات لتحقيق الاندماج المناسب في العمليات الاقتصادية والاجتماعية في عالم يتعدد الثقافات. تم إنشاء مجموعة عمل تعاونية للمرونة الثقافية من قبل جامعة مينيسوتا لتسهيل تطوير مساحات شاملة وعادلة اجتماعيا في الحرم الجامعي والمجتمعات المحلية.

## الترقية الرقمية
تسهل التقنيات الرقمية التواصل بين الثقافات وتساعد على التغلب على حواجز اللغة إلى حد ما.

## التمدين
على الرغم من أن تكييف ممارسات الأعمال وفقا لتفضيلات الثقافة المحلية قد يبدو مناسبا بشكل عام إلا أن التقييم المفصل للظروف قد يكشف عن فوائد عامة من استخدام ممارسات معاكسة للثقافة في بعض الحالات.

## التدريب
يبدو أن هناك فرصا متزايدة لتعلم نظرية المرونة الثقافية و/أو التقنيات من خلال:
- التقييم الذاتي والتعلم الإلكتروني.
- الدورات التدريبية المقدمة من المنظمات.
- تضمين مواضيع المرونة الثقافية والدورات في المناهج الجامعية.
- برامج مؤقتة لقطاعات العاملين.